# Anthocercis littorea
Anthocercis littorea là loài thực vật có hoa trong họ Cà. Loài này được Labill. mô tả khoa học đầu tiên năm 1806.
Là loài bản địa Tây Úc, nơi chúng mọc trên núi đá vôi ven biển và cồn cát cũng như đồng bằng cát. Chúng thường cao 0,6 đến 3 mét và nở hoa màu vàng trong suốt năm trong phạm vi phân bố bản địa. 